# پیترسون (یوتا)
پیترسون (به انگلیسی: Peterson) یک منطقهٔ مسکونی در ایالات متحده آمریکا است که در شهرستان مورگان، یوتا واقع شده‌است. پیترسون ۱٬۴۸۸٫۹۷ متر بالاتر از سطح دریا واقع شده‌است.